# Adam Sandurski
Adam Sandurski (8 febbraio 1953) è un ex lottatore polacco, specializzato nella lotta libera.

## Palmarès

### Olimpiadi
- 1 medaglia:
  - 1 bronzo (Mosca 1980 nei +100 kg)

### Mondiali
- 3 medaglie:
  - 2 argenti (Edmonton 1982 nei +100 kg; Kiev 1983 nei +100 kg)
  - 1 bronzo (Skopje 1981 nei +100 kg)

### Europei
- 6 medaglie:
  - 1 argento (Jönköping 1984 nei +100 kg)
  - 5 bronzi (Bucarest 1979 nei +100 kg; Prievidza 1980 nei +100 kg; Łódź 1981 nei +100 kg; Varna 1982 nei +100 kg; Il Pireo 1986 nei -130 kg)